# Italská ženská basketbalová reprezentace
Italská ženská basketbalová reprezentace reprezentuje Itálii v mezinárodních soutěžích v basketbalu. Největším úspěchem je zisk zlatých medailí na ME 1938.

## Mistrovství světa
| Rok/pořádající země | Účast                           |
| ------------------- | ------------------------------- |
| MS 1953 Chile       | Ne                              |
| MS 1957 Brazílie    | Ne                              |
| MS 1959 SSSR        | Ne                              |
| MS 1964 Peru        | Ne                              |
| MS 1967 ČSSR        | 9. místo                        |
| MS 1971 Brazílie    | Ne                              |
| MS 1975 Kolumbie    | 4. místo                        |
| MS 1979 Korea       | 5. místo                        |
| MS 1983 Brazílie    | Ne                              |
| MS 1986 SSSR        | Ne                              |
| MS 1990 Malajsie    | 13. místo                       |
| MS 1994 Austrálie   | 11. místo                       |
| MS 1998 Německo     | Ne                              |
| MS 2002 Čína        | Ne                              |
| MS 2006 Brazílie    | Ne                              |
| MS 2010 Česko       | Ne                              |
| MS 2014 Turecko     | Ne                              |
| MS 2018 Španělsko   | Ne                              |
| MS 2022 Bulharsko   | Ne                              |
| Celkem              | Účast – 5× · – 0× · – 0× · – 0× |

## Mistrovství Evropy
| Rok/pořádající země                   | Účast                            |
| ------------------------------------- | -------------------------------- |
| ME 1938 Itálie                        | Zlatá medaile                    |
| ME 1950 Maďarsko                      | 5. místo                         |
| ME 1952 SSSR                          | 6. místo                         |
| ME 1954 Jugoslávie                    | 7. místo                         |
| ME 1956 ČSR                           | 6. místo                         |
| ME 1958 Polsko                        | Ne                               |
| ME 1960 Bulharsko                     | 7. místo                         |
| ME 1962 Francie                       | 9. místo                         |
| ME 1964 Maďarsko                      | 9. místo                         |
| ME 1966 Rumunsko                      | 10. místo                        |
| ME 1968 Itálie                        | 6. místo                         |
| ME 1970 Nizozemsko                    | 9. místo                         |
| ME 1972 Bulharsko                     | 10. místo                        |
| ME 1974 Itálie                        | Bronzová medaile                 |
| ME 1976 Francie                       | 7. místo                         |
| ME 1978 Polsko                        | 9. místo                         |
| ME 1980 Jugoslávie                    | 9. místo                         |
| ME 1981 Itálie                        | 7. místo                         |
| ME 1983 Maďarsko                      | 5. místo                         |
| ME 1985 Itálie                        | 7. místo                         |
| ME 1987 Španělsko                     | 5. místo                         |
| ME 1989 Bulharsko                     | 5. místo                         |
| ME 1991 Izrael                        | 7. místo                         |
| ME 1993 Itálie                        | 4. místo                         |
| ME 1995 Česko                         | Stříbrná medaile                 |
| ME 1997 Maďarsko                      | 11. místo                        |
| ME 1999 Polsko                        | 11. místo                        |
| ME 2001 Francie                       | Ne                               |
| ME 2003 Řecko                         | Ne                               |
| ME 2005 Turecko                       | Ne                               |
| ME 2007 Itálie                        | 9. místo                         |
| ME 2009 Lotyšsko                      | 6. místo                         |
| ME 2011 Polsko                        | Ne                               |
| ME 2013 Francie                       | 8. místo                         |
| ME 2015 Maďarsko, Rumunsko            | 15. místo                        |
| ME 2017 Česko                         | 7. místo                         |
| ME 2019 Srbsko, Lotyšsko              | 9. místo                         |
| ME 2021 Francie, Španělsko            | 9. místo                         |
| ME 2023 Slovinsko, Izrael             | 9. místo                         |
| ME 2025 Česko, Itálie, Německo, Řecko | Bronzová medaile                 |
| Celkem                                | Účast – 34× · – 1× · – 1× · – 2× |

## Olympijské hry
| Rok/pořádající země | Účast                           |
| ------------------- | ------------------------------- |
| Montreal 1976       | Ne                              |
| Moskva 1980         | 6. místo                        |
| Los Angeles 1984    | Ne                              |
| Soul 1988           | Ne                              |
| Barcelona 1992      | 8. místo                        |
| Atlanta 1996        | 8. místo                        |
| Sydney 2000         | Ne                              |
| Atény 2004          | Ne                              |
| Peking 2008         | Ne                              |
| Londýn 2012         | Ne                              |
| Rio de Janeiro 2016 | Ne                              |
| Tokio 2020          | Ne                              |
| Paříž 2024          | Ne                              |
| Celkem              | Účast – 3× · – 0× · – 0× · – 0× |